# Aporobopyrus enosteoidis
Aporobopyrus enosteoidis är en kräftdjursart som först beskrevs av Clements Robert Markham 1982.  Aporobopyrus enosteoidis ingår i släktet Aporobopyrus och familjen Bopyridae. Inga underarter finns listade i Catalogue of Life.